# علی کری
علی کری یک روستا در ایران است که در دهستان جلگه ماژان شهرستان خوسف واقع شده‌است.